# Eusthenopteron
Eusthenopteron — вимерлий рід  лопатеперих риб, що зіграли роль в становленні  чотириногих. Раніше вважалося, що ці риби виходили на берег, проте, зараз більшість палеонтологів сходиться на тому, що вони  мешкали в пелагічній зоні. До роду входять декілька видів, що існували в пізньому  девоні, близько 385 млн років тому. Eusthenopteron був вперше описаний J.F. Whiteaves в 1881 р. в ході робіт з дослідження великої колекції скам'янілих решток риб, знайдених в національному парку Мігуаша. Було знайдено близько 2000 екземплярів Eusthenopteron, один з яких був докладно досліджено і описано в циклі статей, що видавалися з 1940-х по 1990-ті палеоіхтіологом Еріком Ярвіком (Erik Jarvik).

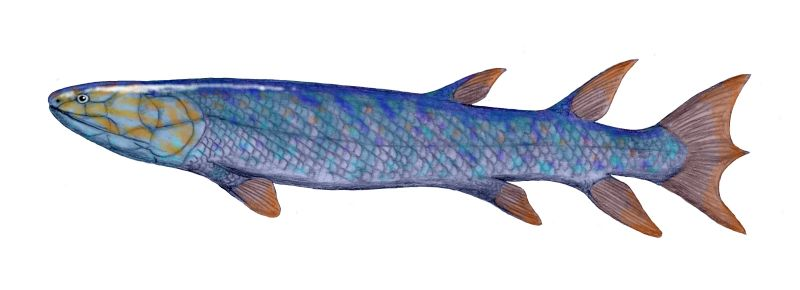
Реконструйований зовнішній вигляд Eusthenopteron foordi.

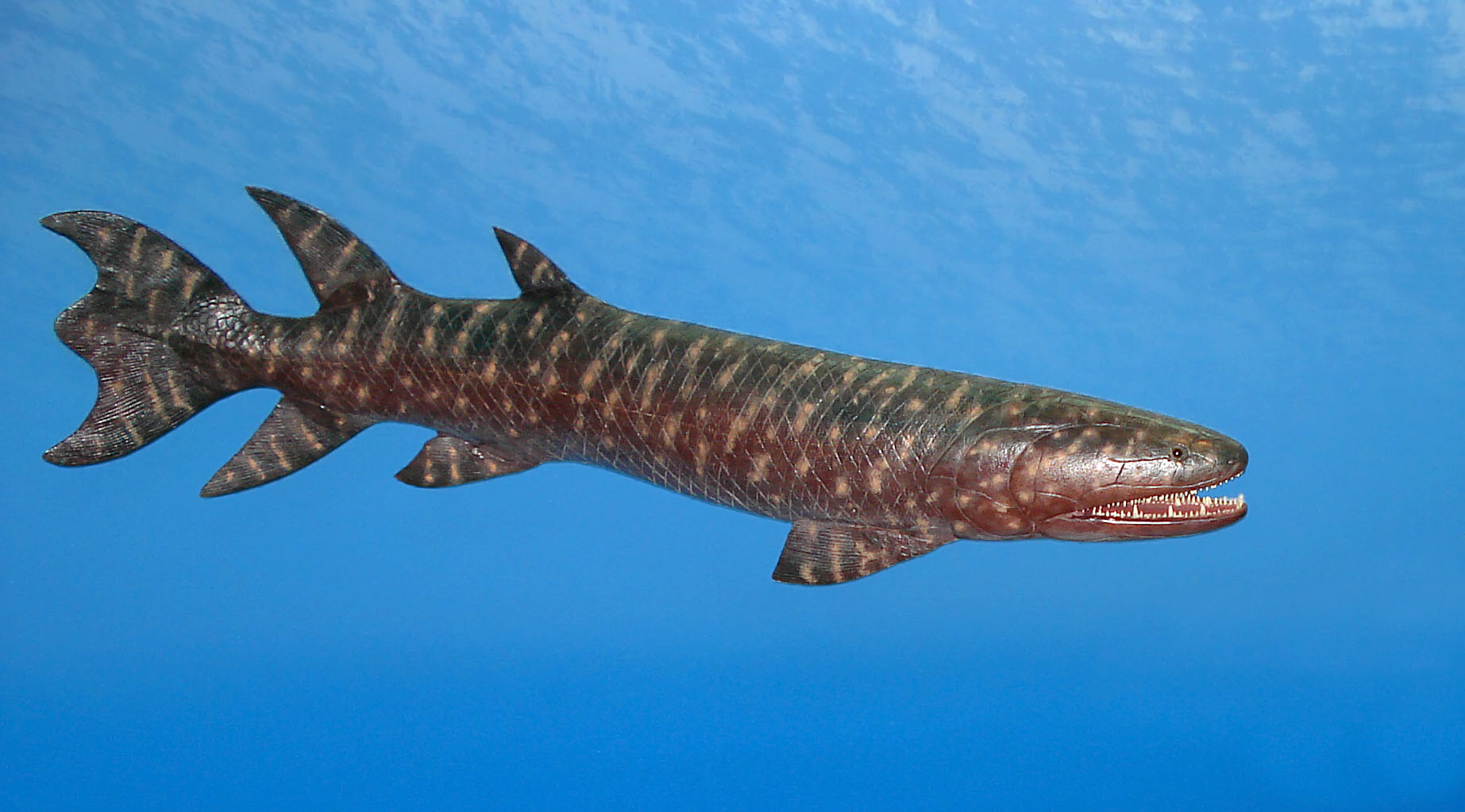
Модель-реконструкція Eusthenopteron в Державному музеї природознавства в Штутгарті

## Види
- † Eusthenopteron foordi
- † Eusthenopteron savesoderberghi
- † Eusthenopteron waengsjoei
- † Eusthenopteron wenjukowi